# Arne Jacobsen
 Der er flere personer med dette navn, se Arne Jacobsen (flertydig).
Arne Emil Jacobsen (født 11. februar 1902 i København, død 24. marts 1971 i København) var en dansk arkitekt og formgiver, som var med til at indføre modernismen i Danmark. Han har internationalt ry og er en af Danmarks mest kendte designere.
Arne Jacobsen flygtede i 1943 til Sverige sammen med tusindvis af andre danske jøder og blev der til krigens afslutning.
Han er i dag internationalt kendt og anerkendt især for sine stole: Syveren, Myren, Svanen og Ægget.
Arne Jacobsen blev uddannet på Kunstakademiet i København, hvor han 1956-1965 underviste som professor i bygningskunst inspireret af Le Corbusier.
Midt i 1990'erne opstod der i Danmark og internationalt en fornyet interesse for modernismen møbelkunst og dansk design. Det affødte en stigende efterspørgsel efter Arne Jacobsens møbler og kunstindustrielle produktion.
Arne Jacobsen er begravet på Ordrup Kirkegård. Efter sin død i 1971 er Arne Jacobsens tegnestue blevet videreført af tegnestuen Dissing+Weitling.

## Arkitekturværker
- Enfamiliehus for professor Sigurd Wandel, C.V.E. Knuths Vej 9, Hellerup (1927, præmieret af Gentofte Kommune samme år)
- Enfamiliehus for fru fabrikant M. Steensen, Krathusvej 3, Ordrup (1927)
- Enfamiliehus for murermester Boll, C.V.E. Knuths Vej 11, Hellerup (1928)
- Tofamilieshus for fru pastorinde Bergh, Vingårds Allé 51-53, Hellerup (1928, tilbygning til sidefløj i 1940 af Hans Erling Langkilde og Ib Martin Jensen)
- Enfamiliehus for fru E. Schoppe, Baunegårdsvej 22, Gentofte (1928, præmieret af Gentofte Kommune 1929)
- "Fremtidens hus", udstillingshus til Akademisk Arkitektforenings Bygge- og Boligudstilling i Forum (1929, fik 1. præmie i samarbejde med Flemming Lassen og nedrevet efter udstillingen)
- Eget hus, Gotfred Rodes Vej 2, Charlottenlund (1929, fredet, nu ejet af Realdania By & Byg)
- Ombygning og tilbygning af Krathuset, Krathusvej i Charlottenlund (1929, tilbygning til huset fra 1844 af M.G. Bindesbøll, nedrevet i 1981)
- Enfamilieshus for ritmester E. Monrad-Aas, Gotfred Rodes Vej 7, Ordrup (1929, tilbygning med garage og kamin i 1934 af V.J Vindfang og udvidelse af kaminstuen i 1960 af Hans Wilhardt)
- Enfamilieshus for ritmester E. Monrad-Aas, Gotfred Rodes Vej 16 (1929)
- Enfamilieshus for ritmester E. Monrad-Aas, Gotfred Rodes Vej 18 (1929, udvidelse af huset i 1931 og garage i 1937 af Arne Jacobsen)
- Enfamilieshus for T.D.W. Bannister, Hegelsvej 16, Ordrup (1929)
- Enfamilieshus for sekretær P.G. Kretz, Baunegårdsvej 81, Hellerup (1930, ombygning og udvidelse af Arne Jacobsen i 1936, 1946 og i 1962 af arkitekt Poul Nielsen)
- Enfamilieshus for forlagsboghandler P.H. Fergo, Hegelsvej 4 (1930, ombygget af Arne Jacobsen i 1965)
- Enfamilieshus for ritmester E. Monrad-Aas, Hegelsvej 8 (1930, præmieret af Gentofte Kommune samme år)
- Enfamilieshus for ingeniør H.C.J. Hansen, Hyrdevej 12, Hellerup (1930)
- Enfamilieshus for forstanderinde Paula Thygesen Nim, Ole Olsens Allé 28, Hellerup (1930)
- Enfamilieshus for ritmester E. Monrad-Aas, Hegelsvej 29 (1930)
- Enfamilieshus for overretssagfører Max Rothenborg, Klampenborgvej 37, Klampenborg (1930, tilbygning af Arne Jacobsen i 1942 og senere ændringer)
- Enfamilieshus for ritmester E. Monrad-Aas, Gotfred Rodes Vej 14 (1931, udvidelse og havestue i 1960 af arkitekt Mads Rosenkjær)
- Enfamilieshus for ritmester E. Monrad-Aas, Gotfred Rodes Vej 1 (1931, tilbygning mod nord i 1931 af Arne Jacobsen og i 1940 af arkitekt Leif Hartmann)
- Enfamiliehus for fuldmægtig Carl Jensen, Hyrdevej 7, Hellerup (1931, Udvidelse til dobbelthus i 1986 af Arkitektgruppen i Hornbæk)
- Enfamilieshus for direktør C. Friis, Tranegårdsvej 25, Hellerup (1931, haven er projekteret af C.Th. Sørensen. Senere ændringer)
- Enfamilieshus for ingeniør J.L. Jarl, Kongehøjen 10, Klampenborg (1931, senere ændringer)
- Enfamilieshus for ingeniør W. Peter, Damgårdsvej 29, Klampenborg (1931, udvidelse i 1941 af arkitekt H. Gabe)
- Bellevue Strandbad (1933, 1. præmie 1932 i indbudt konkurrence. Parken af C.Th. Sørensen)
- Enfamilieshus for afdelingschef Sv. B. Lauritzen, Anemonevej 48, Gentofte (1932, præmieret af Gentofte Kommune i 1933. Tilbygget med kaminstue i 1949 af arkitekt Mogens Hammer og Henning Moldenhawer)
- Ombygning for Bellevue Strandhotel, Strandvejen i Klampenborg (1932, nedrevet)
- Restaurering af American Express' ejendom, Højbro Plads 8, København (1932, ombygget ved Arne Jacobsen 1971)
- Enfamilieshus for direktør E. Friis-Hansen, Hegelsvej 28 (1932)
- Enfamilieshus for grosserer Brasen, Skovvej 64, Charlottenlund (1932)
- Enfamilieshus for fru Hedvig Grauengaard, Skovvej 97, Charlottenlund (1932)
- Enfamilieshus for prokurist C.C. Thomsen, Bernstorffsvej 122, Hellerup (1932)
- Enfamilieshus for ingeniør M. Holbøll, Skovgårdsvej 75, Ordrup (1933, udvidet 1942-43 af Arne Jacobsen)
- Enfamilieshus for sekretær S. Lund-Andersen, Hegelsvej 27 (1933)
- Enfamilieshus for ingeniør A. Vóhtz, Julie Sødrings Vej 5, Charlottenlund (1933)
- Direktør Thorvald Pedersens hus, Kongehøjen 3, Klampenborg (1933, senere udvidet og ombygget, spisestue i elmetræ, have af G.N. Brandt)
- Enfamilieshus for ingeniør Johannes Brobjerg, Hegelsvej 18 (1933)
- Enfamilieshus for kommunelærer E. Hjelme, Grants Allé 22, Hellerup (1933)
- Enfamilieshus for Poul Munck, Hegelsvej 17 (1933)
- Mattssons Ridehus for direktør Axel Mattsson, Bellevuevej 12 i Klampenborg (1934)
- Boligbebyggelsen Bellavista for et konsortium af murermester Nissen, tømrermester P.J. Storm og fabrikant G. Strømann, Strandvejen 419-33 og Bellevuevej 1-7, Klampenborg (1934, præmieret af Gentofte Kommune samme år, fredet 1987)
- Enfamilieshus for fuldmægtig J.N.A. Garde, Ordrupdalvej 33, Ordrup (1934)
- Enfamilieshus for overtoldassistent Harry Jensen, Ordruphøjvej 30, Ordrup (1934)
- Enfamilieshus for kommunelærer E. Glade-Olsen, Gotfred Rodes Vej 6 (1934)
- Enfamilieshus for ingeniør O. Højborg-Pedersen, Fasanhaven 2, Gentofte (1934)
- Enfamilieshus for fuldmægtig H.E. Holten, Hoffmeyersvej 29, Frederiksberg (1934, udført haveplan)
- Enfamilieshus for sagfører Valdemar Leopold, Parkovsvej 7, Gentofte (1934, vinterhave omlagt i 1942 af arkitekt Christian Tyge Tillisch)
- Enfamilieshus for grosserer Rud. Ehrhard, Hegelsvej (1934)
- Enfamilieshus for grosserer Vilb. Grumstrup, Ole Olsens Allé 30 (1934)
- Badmintonhal og maskinudstillingsrum "Junkershallen" for ingeniør Johs. Brobjerg, Maltegårdsvej 18 A+B, Gentofte (1934, tilbygning af arkitekt Per og Flemming Lassen i 1974)
- Restauration og kajakklub på Charlottenlund Fort (1934, tilbyging til restaurant i 1944 af arkitekt Bent J. Jørgensen)
- Enfamilieshus for grosserer Helge Wandel, Parkovsvej 19 (1935)
- Enfamilieshus for redaktør Jørgen Sandvad, Dalgårdsvej 13 (1935)
- Enfamilieshus for landsretssagfører H. Fischer-Hansen, Hurdlevej 3, Klampenborg (1935)
- Enfamilieshus for murermester E. Kjær-Knudsen, Ordruphøjvej 32 (1935)
- Laboratoriebygninger for Novo Nordisk, nu Novozymes, Fuglebakkevej og Nordre Fasanvej 215, København (1935)
- Enfamiliehus for Kommunelærer Karl Sørensen, Tyborøn Allé 76, Vanløse (1936)
- Enfamilieshus for sekretær K.G. Hasselbalch, Kratvænget 9, Ordrup (1936, udvidet i 1940 af arkitekterne Sven Risom & Christian Tyge Tillisch)
- Enfamilieshus for dr. Sven Johnsen, Jægersborg Allé 57, Charlottenlund (1936, præmieret af Gentofte Kommune samme år, ombygget af Arne Jacobsen 1941-42 og ombygninger af P.Nissen i 1968)
- Enfamilieshus for købmand Holger Frederiksen, Ordruphøjvej 44 (1936)
- Enfamilieshus for Dr. Sven Reinert, Sundbyvestervej 29 2300 København S (1936)
- Hellerup Idrætsklubs tennishal, Hartmannsvej 37, Hellerup (1936, præmieret af Gentofte Kommune 1937, udvidet af arkitekt Paul Dehlholm i 1967-68)
- Bellevue Teatret og Gl. Bellevue restaurant, for privat konsortium, Strandvejen 449-51 i Klampenborg (1937, lavet om til biograf i 1938. Garagebygning, Strandvejen 455 af Arne Jacobsen i 1938. Restauration ombygget til boliger og tilbygning med garager af arkitekt Niels Rohweder i 1952. Renovering og indretning af balkonen til biografsal af arkitekt Flemming Hertz i 1979. Præmieret af Gentofte Kommuen samme år, fredet 1987)
- Servicestation for The Texaco Company, Kystvejen 24, Skovshoved (1936, fredet 1986)
- Enfamilieshus for overretssagfører H. Steinthal, Hegelsvej 9 (1937, udførte indretning og haveplan)
- Enfamilieshus for professor A.R. Christensen, Skovvangen 17, Charlottenlund (1937, udførte haveplan)
- Stellings Hus for A. Stelling, Gammeltorv 6, København (1937, fredet 1991)
- Eget sommerhus, Gudmindrup Lyng (1937) fredet, nu ejet af Realdania By & Byg
- Kioskanlæg og kajakklub for Gentofte Kommune, Bellevue Sydstrand, Strandvejen 336 i Klampenborg (1938)
- Indretning af Hvidøre Slot til sukkersygesanatorium for Harald og Thorvald Pedersen, Novo Nordisk (1938)
- Enfamilieshus for K. Johnsen, Ordrupvej 185, Charlottenlund (1938, præmieret af Gentofte Kommune samme år)
- Enfamilieshus for grosserer K.E.H. Oecks Bekkasinvej 5 i Hellerup (1938)
- Etageboliger for murermester G.C. Andersen, Jægersborg Allé 48-52, Charlottenlund (1939, vinduer udskiftet)
- Århus Rådhus (1940-42, sammen med Erik Møller, 1. præmie 1937, fredet)
- Søllerød Rådhus (1940-42, sammen med Flemming Lassen, 1. præmie 1938, udvidet 1964 ved samme, fredet)
- Etageboliger, Ibstrupparken I, Smakkegårdsvej 215-19 og lbstrupvænget 1-11 og 2-18, Gentofte (1941)
- Omklædningsbygning til Gentofte Stadion, Ved Stadion, Gentofte (1942)
- Kædehuse med statslån for A/S Gentofte Rækkehuse, Ellebækvej 21-39 og 22-34 Gentofte (1943, præmieret af Gentofte Kommune samme år)
- Rækkehuse for Novo, Sløjfen 21-35 i Gentofte (1943)
- Enfamilieshus for ingeniør J.H. Hoffmann, Ordrupgårdvej 12 (1943, tilbygning med svømmebassin i 1969 af arkitekt Erik Friehling)
- Enfamiliehus for prokurator K. Kokfelt, Lundely 19, Hellerup (1943)
- Fiskerøgeri, Odden Havn (1943)
- Sommerhus, Arild, Sverige (1944)
- Rækkehuse for privat konsortium, Hørsholmvej/Ørnegårdsvej/Ridebanevang 2-38 og 1-35, Gentofte (1945, præmieret af Gentofte Kommune samme år)
- Boligbebyggelsen Ibstrupparken II for to private konsortier, Smakkegårdsvej 133-191 og 203-209 i Gentofte (1946)
- Kæde- og rækkehuse, Søholm I og II, Strandvejen 413 og Bellevuekrogen 20-26, Klampenborg (1946-50 og 1949-57, præmieret af Gentofte Kommune i 1953, fredet 1987)
- Rækkehuse, Vedbæk (1948, ikke opført)
- Ungdomsboliger for Gentofte Kommunes Ungdomsboliger, Ved Ungdomsboligerne 32-60, Gentofte (1949, præmieret af Gentofte Kommune samme år)
- Boligbebyggelsen Alléhusene for privat konsortium, Jægersborg Allé 185-229 i Gentofte (1949-53)
- Hårby Skole, Fyn (1950)
- Enfamilieshus, Vedbæk Strandvej 504, Vedbæk (1950-51)
- Rækkehuse, Islevvænge, Fortvej 50-90, Tårnvej 409-525, Knudsbølvej 17-101, Rødovre (1952)
- Prøveklasse til Munkegårdsskolen, Dyssegårdsskolen, Dyssegårdsvej 26, Dyssegård (1952)
- Udstillingsbygning for Massey Harris A/S, Glostrup (1953)
- Rækkehuse, Carlsro, Rødovre (1953-58, sammen med Mogens Jacobsen, Alex Poulsen, Magnus Stephensen og Knud Thorball)
- Statslånshus, Geelsvej 10, Holte (1954)
- Rækkehuse, Søholm III, Bellevuekrogen 1-7, Klampenborg (1954-55, fredet 1987)
- Rødovre Rådhus, Rødovre Parkvej 150, Rødovre (1955, fredet)
- Kontorhus for A. Jespersen & Søn, Nyropsgade 18, København (1955)
- Enfamilieshus for direktør Edwin Jensen, Mosehøjvej 21A i Charlottenlund (1956, præmieret af Gentofte Kommune i 1957)
- Svalebækskolen med tilhørende lærerboliger, Haslev (1956)
- Sommerhus for familien Kokfelt, Strandvejen 20, Tisvilde (1956, fredet 2004)
- CAC Motorrenovering, Riihimækivej 3, Aalborg (1956, fredet 2009)
- Atriumhuse på Händelallee 33-39, byggeudstillingen Interbau, nu Hansaviertel, Berlin (1957)
- Cirkelrundt enfamiliehus, Odden Havn (1957)
- Munkegårdsskolen, Vangedevej 178 i Søborg (1957, fredet 1995. Har designet bl.a. skolemøbler, drikkefontæne, belysningsarmaturer, gardiner og fortæppe til scenen)
- Rækkehuse for A. Jespersen & Søn, Sløjfen 22-48 og Ørnegårdsvej 22-50 i Gentofte (1957)
- Enfamilieshus, Strandvejen 300, Charlottenlund (1957)
- Glostrup Rådhus (1958, 1. præmie 1953)
- SAS Royal Hotel og terminal, Hammerichsgade 1, København (1958-60, interiør ændret)
- Bygninger for Novo Industri A/S, Bagsværd (1959)
- Etageboliger Ved Bellevue Bugt, Strandvejen 415-417, Klampenborg (1961)
- Enfamilieshus for Gertie Wandel, Prins Axels Vej 13 i Gentofte (1961, præmieret af Gentofte kommune i 1962)
- Fabrik for Novo Nordisk, Hillerødgade 42, København (1961, udvidet 1967-69 af samme og Dissing+Weitling)
- Toms Fabrikker A/S, Toms Allé 1, Ballerup (1962)
- Nyager Skole, Ejbyvej 100 (Nyager Vænge 14), Rødovre (1962-64, 1. præmie 1959)
- Sportshal, Landskrona, Sverige (1964)
- Teaterfoyer, Herrenhausen, Hannover, Nordrhein-Westfalen, Tyskland (1965, ærespris fra Bayerische Akademie der Wissenschaften)
- St Catherine's College, Oxford University, Oxford, England (1964, RIBAs bronzemedalje, Grade I listed 1993)
- Bycenter, Castrop-Rauxel, Nordrhein-Westfalen, Tyskland (1966, sammen med Otto Weitling, 1. præmie 1966, fuldført af Dissing+Weitling 1976)
- Nationalbank, Kuwait (1966, sammen med samme, fuldført af Dissing+Weitling 1976)
- Feriecenter IBA Burgtiefe, Strandallee, Femern, Slesvig-Holsten, Tyskland, (1967, sammen med samme, fuldført 1972 af Dissing+Weitling, udvidet 1987 af samme)
- Rådhus og butikscenter, Jockel-Fuchs-Platz 1, Mainz, Rheinland-Pfalz, Tyskland (1968, sammen med Otto Weitling, 1. præmie 1968, fuldført af Dissing+Weitling 1973)
- Administrationsbygning for Hamburgische Elektrizitäts-Werke, nu Vattenfall Europe, Überseering 12, Hamburg-Winterhude, Hamborg (1969, sammen med Otto Weitling, 1. præmie 1962, Hamborgs arkitekturpris 1971)
- Den danske ambassade, 55 Sloane Street, Kensington, London (1969, fuldført 1977 af samme)
- Novo Chemische Industrie, Brucknerstraße 1, Mainz (1969-70, sammen med Otto Weitling)
- Produktionshal for Novo Industri A/S, Hallas Allé 1, Kalundborg (1969)
- Rødovre Hovedbibliotek, Rødovre Parkvej 140 (1969)
- Sommerhuset Kubeflex, ved Trapholt Museum,  Kolding ( for N.S. Høm 1970)
- Danmarks Nationalbank, Havnegade 5, København (1971, 1. præmie 1961, fuldført af Dissing+Weitling, fredet 2009)
- Gymnasium Christianeum, Otto-Ernst-Straße 34, Hamburg-Altona, Hamborg (1971, 1. præmie 1966, sammen med Otto Weitling)
- Kvadraflex, typehus (1971)
- Langebrogade 5 på Christianshavn. Mange elementer er skabt specielt til huset af Arne Jacobsen. I dag er Langebrogade 5 beboet af en lang række firmaer på kontorhotellet Regus.

### Øvrige projekter og konkurrencer
- Forslag til et nationalmuseum i Klampenborg (tildelt Akademiets lille guldmedalje)
- Bellevue strandbad (1932, 1. præmie)
- Bebyggelsesplan for arealerne ved Gl. Bellevue (1933, 1. præmie)
- Gentofte Stadion (1936, 1. præmie)
- Kastrup Lufthavn (1936, 2. præmie, sammen med Flemming Lassen)
- Tribune, Charlottenlund Travbane (1938, 1. præmie  med ingeniørfirmaet A. Jespersen & Søn, ikke udført)
- Idrætshal for KFUM, Emdrup (1941, 1. præmie)
- Skovpavillon i Hobro (1946, 1. præmie, sammen med Nils Koppel, ikke opført)
- Skyttehus og lystbådehavn, Vejle (1950, 1. præmie, ikke opført)
- Rådhus, bibliotek og idrætshal, Landskrona (1957, 1. præmie)
- Nyager Skole, Rødovre (1959, 1. præmie)
- Danmarks Nationalbank (1961, 1. præmie)
- Industriens Hus, Rådhuspladsen, København (1965, 1. præmie, ikke opført)

### Galleri
- Bellevue Strandbad, 1933
- Bellavista, 1934
- Bellavista, 1934.
- Bellevue Teatret, 1935
- Servicestation, 1937
- Stellings Hus, 1937
- Århus Rådhus, 1942
- Søllerød Rådhus, 1942
- Kædehuse, Ellebækvej, 1943
- Søholm I, 1950
- Rødovre Rådhus, 1956
- Hus i Odden, 1956
- Bungalows i Hansaviertel, 1957
- SAS Royal Hotel, 1960
- St Catherine's College, 1964
- HEW (Vattenfall Europe), 1969
- Kubeflex, 1970
- Nationalbanken, 1971
- Gymnasium Christianeum, 1971
- Rådhuset i Mainz, 1974
- Bycenter i Castrop-Rauxel, 1976
- Danmarks ambassade i London, 1977
- Detaille fra Aarhus Rådhus
- En udstilling med Arne Jacobsens møbler på SAS Royal Hotel 2000.
- Interiør på Restaurant Jacobsen i Klampenborg 2000.

## Møbler, design, inventar m.m.
- 1929 designer Arne Jacobsen den ikoniske Paris Lænestol til en konkurrence udskrevet af Kurvemagerforeningen. Da han senere samme år præsenterede det berømte "Fremtidens Hus", blev stolen vist som en del af indretningen.[3]
- 1931 designer sammen med arkitekt Flemming Lassen en rustvogn og et kistetæppe i anledning af Dansk Ligbrændingsforenings (nu Liv&Død) 50 års jubilæumskonkurrence (1. præmie for rustvognen, 2. præmie for kistetæppet)[4]
- 1936 designer Arne Jacobsen Charlottenborg Lænestolen. Året efter udvidede han serien med en Charlottenborg sofa og et Charlottenborg sofabord.[3]
- 1952 designer ”Myren”, trebenet stol (stadig i produktion)
- 1955 model 3107, firebenet stol (kaldet "Syveren") (stadig i produktion ved Fritz Hansen A/S, Allerød)
- 1957 AJ-bestik udført af Georg Jensen (stadig i produktion)
- 1957 Grand Prix Stolen
- 1958 De kendte stole Ægget og Svanen
- 1959 Dråben og Gryden for Fritz Hansen
- 1960 Gulvtæpper, dørgreb, lamper, bestik og sukker-, salt- og pebersæt
- 1965 Oxford Stolen
- 1966 Oksen, lænestol
- 1967 Cylinda-Line
- 1968 Vola armaturer
- 2002 'Arne Jacobsen' dug, løber, servietter, dækkeservietter og sengelinned baseret på et gammelt gardinmønster i anledning af Arne Jacobsen's 100 års fødselsdag, produceret af Georg Jensen Damask. (Stadig i kollektion (1/7-2011))